# Lake of the Pines (Kalifornija)
Lake of the Pines je naseljeno područje za statističke svrhe u američkoj saveznoj državi Kalifornija. Prema popisu stanovništva iz 2010. u njemu je živjelo 3.917 stanovnika.